# Stadthügel
Die Stadthügel sind ein Teilbereich der städtebaulichen Forschung und beschäftigen sich wie diese mit der Analyse der Stadt im Kontext mit der Begrifflichkeit „Mensch und Raum“. Der städteplanerische Ansatz basiert auf urbano-sozialen Utopien zur Entwicklung für die Konglomerate der Megastädte. Im internationalen Sprachgebrauch spricht man von „Sustainable Cities“.
Justus Dahinden, ein Schweizer Architekt und Emeritus der TU Wien, ist bekanntester Forscher auf diesem Gebiet. Die architekturtheoretischen Denkmodelle zum Stadthügel wurden u. a. auf der Interarch 83, der Weltbiennale der Architektur 1983 in Sofia, ausgezeichnet. Neben ihm arbeiten andere Forscher an dieser Theorie, wie zum Beispiel Richard S. Levine, Ernst J. Yanarella, Taghi Radmard und Heidi Dumreicher.

## Zitate
Die Ausführungen basieren auf einem Vortrag im ersten Global Village Symposium GLOBAL VILLAGE 93 aus Juni 1993:
„Der Stadthügel ist ein dreidimensionales urbanes Integrationssystem. Er kann zur Bildung neuer Städte oder zur Sanierung von bestehenden Städten verwendet werden. Als Implantat wird er in gesellschaftlich oder funktional unterversorgte Quartiere eingepflanzt.
Das Konzept des Stadthügels verwirklicht bei hoher Bewohnerdichte außergewöhnliche Wohnwerte. Gleichzeitig wird räumliche Geborgenheit für die Gemeinschaft geboten. Die Lebensbereiche der Privatheit (das Wohnen) und der Öffentlichkeit (die Dienstleistungen, Unterhaltung und Einrichtungen der Freizeit) liegen nicht mehr weit nebeneinander, sondern direkt übereinander; sie stören sich gegenseitig nicht.
Die nach oben abgetreppte Hügelstruktur mit den bewachsenen Terrassen und Wintergärten vor den Wohnungen weisen trotz Stadtnähe Vorteile des Einfamilienhauses im Grünen auf. Diese Hügelstruktur bildet eine schützende Überdachung des darunter liegenden Stadtraumes, der keinen Witterungseinflüssen ausgesetzt ist und darum mit wenig Aufwand ganzjährig betrieben werden kann. Es mindern sich die Kosten für den Unterhalt der Stadt.
Der Stadthügel ist ökonomisch, weil er das Bauland doppelt nutzt. In der Sockelzone, die für jedermann zugänglich ist, werden Bedürfnisse des ganzen Quartiers befriedigt: Shopping, Gastronomie, Gesundheitspark, Museum, Kinocenter, Schule. Die Sockelzone bildet den zweiten Nutzungskomplex; ihn belastet die andere Hälfte der Landkosten. Kalkulationen haben ergeben, daß damit preisgünstige Wohnungen mitten in der Stadt entstehen können.
Die Wohnungen beim Stadthügel haben viel Licht und Sonne; sie sind zudem lärmabgewandt. Zwischen den Stadthügeln können Großbiotope angelegt werden. Raumgrün und Flächengrün kommen zusammen; Stadtlandschaft und Naturlandschaft sind nicht mehr gegensätzlich. Der Stadthügel ist gleichzeitig sein eigenes Markenzeichen: Eine Urform der Natur. Stadthügel erscheinen auch niedriger als sie wirklich sind.
Der Stadtraum, der sein Licht von oben bezieht und damit kosmische Bedeutung gewinnt, erfüllt die emotionalen Bedürfnisse der Bewohner nach Erlebnisdichte: Teilnahme, Begegnung, Sehen und Gesehen werden stehen im Vordergrund. Das Raumkonzept sorgt für ein erhöhtes WIR-Gefühl der Bewohner.
Die Einrichtungen im Stadtraum können billiger erstellt und unterhalten werden, ähnlich einem Messehallenprinzip, bei dem die Nutzflächen in einfacher Weise den geänderten Ansprüchen angepasst werden können. Das Haus-im Haus-Prinzip bietet interessante Möglichkeiten der Gestaltung und der Ökonomie.“